# بيير دوبونت
بيير دوبونت (بالفرنسية: Pierre Dupont)‏ هو كاتب أغاني وشاعر فرنسي، ولد في 23 أبريل 1821 في ليون في فرنسا، وتوفي بنفس المكان في 24 يوليو 1870.

## وصلات خارجية
- بيير دوبونت على موقع ميوزك برينز (الإنجليزية)
- بيير دوبونت على موقع ديسكوغز (الإنجليزية)